# 24 (dal)
A 24 Jem walesi énekesnő első kislemeze első, Finally Woken című albumáról. Kereskedelmi forgalomban nem jelent meg, csak promóciós kislemezen. A dal arról szól, hogy az énekesnő öngyilkosságot követ el, miután szerelme elhagyta.
A dalt 2006-ban felhasználták az Ultraviolet című film reklámjához és hallható volt a Las Vegas című tévésorozatban is. Karen Mok kantoni és mandarin kínai nyelven is feldolgozta.

## Számlista
CD kislemez (promó)
1. 24 (Radio Remix)
2. 24 (Album Version)

## Helyezések
| Slágerlista (2003)    | Legmagasabb helyezés |
| --------------------- | -------------------- |
| USA Billboard Hot 100 | 98                   |